# Artoria mckayi
Artoria mckayi là một loài nhện trong họ Lycosidae.
Loài này thuộc chi Artoria. Artoria mckayi được Volker W. Framenau miêu tả năm 2002.